# KFC Vlug en Vrij Bornem
KFC Vlug en Vrij Bornem was een Belgische voetbalclub uit Bornem. De club was aangesloten bij de KBVB met stamnummer 489. De club verdween in 1973 bij een fusie met KFC Klein Brabant-Bornem tot KSV Bornem.

## Geschiedenis
De club werd opgericht in 1924 als Vlug en Vrij Bornhem en sloot zich op 17 april 1925 aan bij de Belgische Voetbalbond. Bij de invoering van de stamnummers in 1926 kreeg men nummer 489 toegekend. Vlug en Vrij ging van start in de regionale reeksen.
In 1934 stootte de club door naar de nationale reeksen. Als 11de op 14 clubs kon de ploeg zich het eerste jaar nog handhaven in Bevordering, in die tijd de derde klasse, maar in 1936 strandde de ploeg afgetekend op een allerlaatste plaats in haar reeks. Men had amper 7 punten gehaald in 26 wedstrijden. VV Bornhem degradeerde weer uit Bevordering.
De club kon de decennia daarna nooit meer terugkeren in de nationale reeksen. In 1962 kreeg de club de koninklijke titel, en wijzigde haar naam in Koninklijke Football Club Vlug en Vrij Bornem.
In 1973 ging men uiteindelijk de fusie aan met KFC Klein Brabant-Bornem. De fusieclub kreeg de naam KSV Bornem, en speelde verder met stamnummer 342 van Klein Brabant-Bornem. Stamnummer 489 werd definitief geschrapt.